# White Anglo-Saxon Protestant
White Anglo-Saxon Protestant („Weißer angelsächsischer Protestant“), kurz WASP [wɒsp], ist ein Begriff für einen Angehörigen der protestantischen weißen Mittel- und Oberschicht der Vereinigten Staaten von Amerika, dessen Vorfahren hauptsächlich englische Siedler in der Gründungszeit waren.
Oft wird der Begriff auch weiter gefasst und schließt dann alle nord- und nordwesteuropäischen Protestanten mit ein.

## Begriff
Der Begriff grenzt die frühen Kolonisatoren mit ihrem überproportional großen Einfluss innerhalb der US-amerikanischen Eliten ab von Einwanderern anderer europäischer (z. B. Irischamerikaner, Italoamerikaner) oder außereuropäischer Herkunft und Konfession. Zum ersten Mal wurde der Begriff von irischen Katholiken in Bezug auf englische Protestanten verwendet.
Im 19. und der ersten Hälfte des 20. Jahrhunderts galt eine unausgesprochene Hierarchie unter den Einwanderern bzw. deren Nachkommen:
- An der Spitze standen die WASPs, also die protestantischen Engländer, Schotten und Nordiren, einschließlich der presbyterianischen Ulster-Schotten
- danach folgten die meist ebenfalls protestantischen Niederländischen Amerikaner, Deutschamerikaner und Skandinavier,
- danach die meist katholischen Irischamerikaner, Polen und Italoamerikaner
- danach die osteuropäischen Juden
- auf niedrigster Stufe die Afroamerikaner.

Generell wird Edward Digby Baltzell mit seinem 1964 erschienenen Buch The Protestant Establishment: Aristocracy & Caste in America als Urheber der Bezeichnung angesehen. Baltzell meinte ursprünglich eine kleine Oberschicht; spätere Autoren erweiterten den Begriff zum Teil stark und verwendeten ihn auf all die Teile der weißen Bevölkerung, die aus Großbritannien oder Irland stammen (also auch Schotten und Waliser) und Protestanten (aber auch Katholiken) waren. Lange Zeit galt in der Soziologie, dass auch die politische Elite sich aus den Kreisen der WASPs rekrutierte.

## Präsidenten
Bei den bisherigen US-Präsidenten handelte es sich in der Regel um WASPs, lediglich Martin Van Buren (1837–1841; niederländischer Abstammung), Theodore Roosevelt (1901–1909; niederländischer Abstammung), Franklin D. Roosevelt (1933–1945; niederländischer Abstammung), Dwight D. Eisenhower (1953–1961; deutscher Abstammung) John F. Kennedy (1961–63; irisch-amerikanischer Katholik), Barack Obama (2009–17; englisch-kenianischer Abstammung) und Joe Biden (2021–2025; Katholik irischer Abstammung) entsprachen dem nicht. Auch der amtierende Präsident Donald Trump (2017–2021 und seit 2025) ist mit seiner deutsch-schottischen Abstammung kein WASP im engsten Sinne.